# Telosma puberula
Telosma puberula är en oleanderväxtart som först beskrevs av Friedrich Anton Wilhelm Miquel, och fick sitt nu gällande namn av Kerr. Telosma puberula ingår i släktet Telosma och familjen oleanderväxter. Inga underarter finns listade i Catalogue of Life.